# Derniv, Kameanka-Buzka
Derniv (în ucraineană Дернів) este localitatea de reședință a comunei Derniv din raionul Kameanka-Buzka, regiunea Liov, Ucraina.

## Demografie
Componența lingvistică a localității Derniv
     Ucraineană (99,88%)
     Alte limbi (0,13%)
Conform recensământului din 2001, majoritatea populației localității Derniv era vorbitoare de ucraineană (99,88%), existând în minoritate și vorbitori de alte limbi.